# إيغور فينيسيوس
إيغور فينيسيوس (بالبرتغالية: Igor Vinícius) هو لاعب كرة قدم برازيلي في مركزي الدفاع والوسط، ولد في 1 أبريل 1997 في سينوب في البرازيل. لعب مع نادي بونتي بريتا.

## وصلات خارجية
- إيغور فينيسيوس على موقع قاعدة بيانات كرة القدم.إي يو (الإنجليزية)
- إيغور فينيسيوس على موقع Soccerway.com (الإنجليزية)